# Nevena Jovanović
Nevena Jovanović (in serbo Невена Јовановић?; Kraljevo, 30 giugno 1990) è una cestista serba.

## Carriera
Con la Serbia ha disputato due edizioni dei Giochi olimpici (Rio de Janeiro 2016, Tokyo 2020), due Campionati mondiali (2014, 2022) e sei edizioni dei Campionati europei (2013, 2015, 2017, 2019, 2021, 2023).